# Анатолий Макаров
Анатолий Анатолиевич Макаров (на руски: Анато́лий Анато́льевич Мака́ров) е съветски и руски дипломат.
Назначен е за извънреден и пълномощен посланик на Русия в България с указ на президента Владимир Путин от 17 август 2016 г. Освободен е от поста с указ от 15 януари 2021 г. С друг указ от същия ден на тази длъжност е назначена Елеонора Митрофанова.
Завършил е Московския държавен институт по международни отношения през 1977 г. Владее английски и нидерландски език.

## Кариера
Работи в Министерството на външните работи на СССР и после в Министерството на външните работи на Русия (МВнР) от 1977 г. Заемал е дипломатически длъжности в родината си и в чужбина.
- 1994 – 1998: старши съветник в Постоянното представителство, заместник постоянен представител на Русия в Европейските общности в Брюксел, Белгия.
- 1998 – 1999: заместник-директор на Четвърти европейски департамент[4] в МВнР (за страните на Балканите, вкл. и България).
- 1999 – 2002: заместник-директор на Департамента за общоевропейско сътрудничество в МВнР.
- април – септември 2002: и.д. директор на Първи департамент за страните от ОНД в МВнР.
- 2002 – 2006: директор на Първи департамент за страните от ОНД в МВнР.
- 22 юни 2006 – 20 февруари 2012: извънреден и пълномощен посланик на Русия в Република Южна Африка и (по съвместителство) в Лесото.
- 2012 – 2016: директор на Департамента за работа със сънародниците в МВнР на Русия.
- 17 август 2016 – 15 януари 2021: извънреден и пълномощен посланик на Русия в България.

## Други
Има дипломатически ранг „извънреден и пълномощен посланик“ от 27 юли 2004 г.
За „голям принос за реализацията на външнополитическия курс на Руската федерация и развитие на международното културно-хуманитарно сътрудничество“ е награден с руската държавна награда Орден на дружбата с указ от 14 август 2014 г..